# Sezai Karakoç

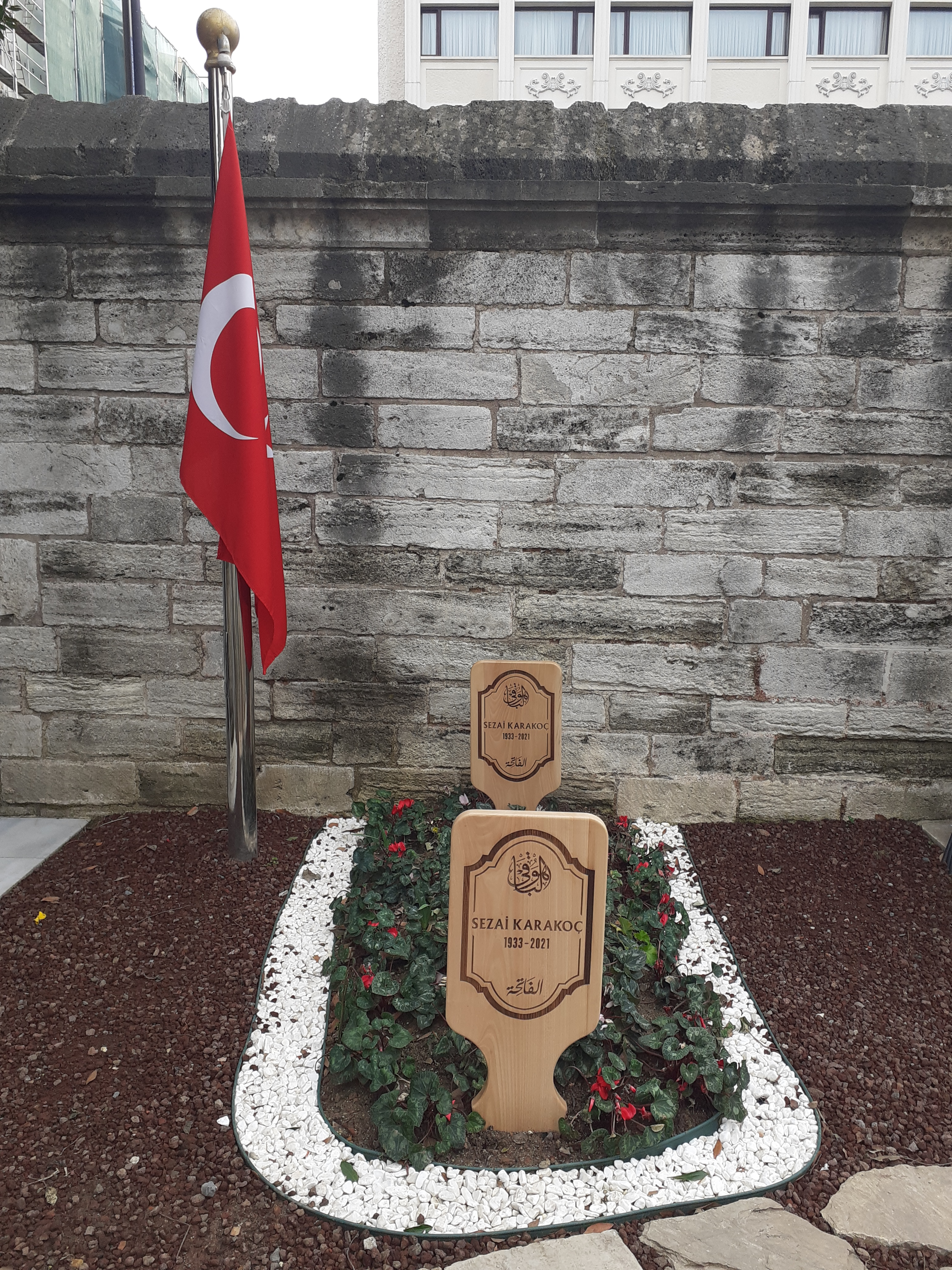
Grab von Sezai Karakoç (1933–2021)

Sezai Karakoç (* 22. Januar 1933 in Diyarbakır; † 16. November 2021) war ein türkischer Dichter der Zweiten Neuen und Parteivorsitzender der panislamischen Yüce Diriliş Partisi.
Karakoç studierte Politikwissenschaft an der Universität Ankara und arbeitete im Finanzsektor. Er war einer der Pioniere der rechtsfrommen Darlegung in der türkischen Literatur. In seiner Poesie strebte er an, traditionellen islamischen Glauben und moderne poetische Techniken zu verbinden.

## Poesiesammlungen
- Körfez (Golf) 1959
- Sesler (Stimmen) 1968
- Zamana Adanmış Sözler (Wörter für die Zeit) 1970
- Ayinler (Gottesdienste) 1977